# Station Landaul - Mendon
Station Landaul - Mendon is een spoorweghalte in de Franse gemeente Landaul. Zij wordt bediend door treinen van het netwerk TER Bretagne op het traject Quimper - Lorient - Vannes.